# حطام سفينة السنغال 2020

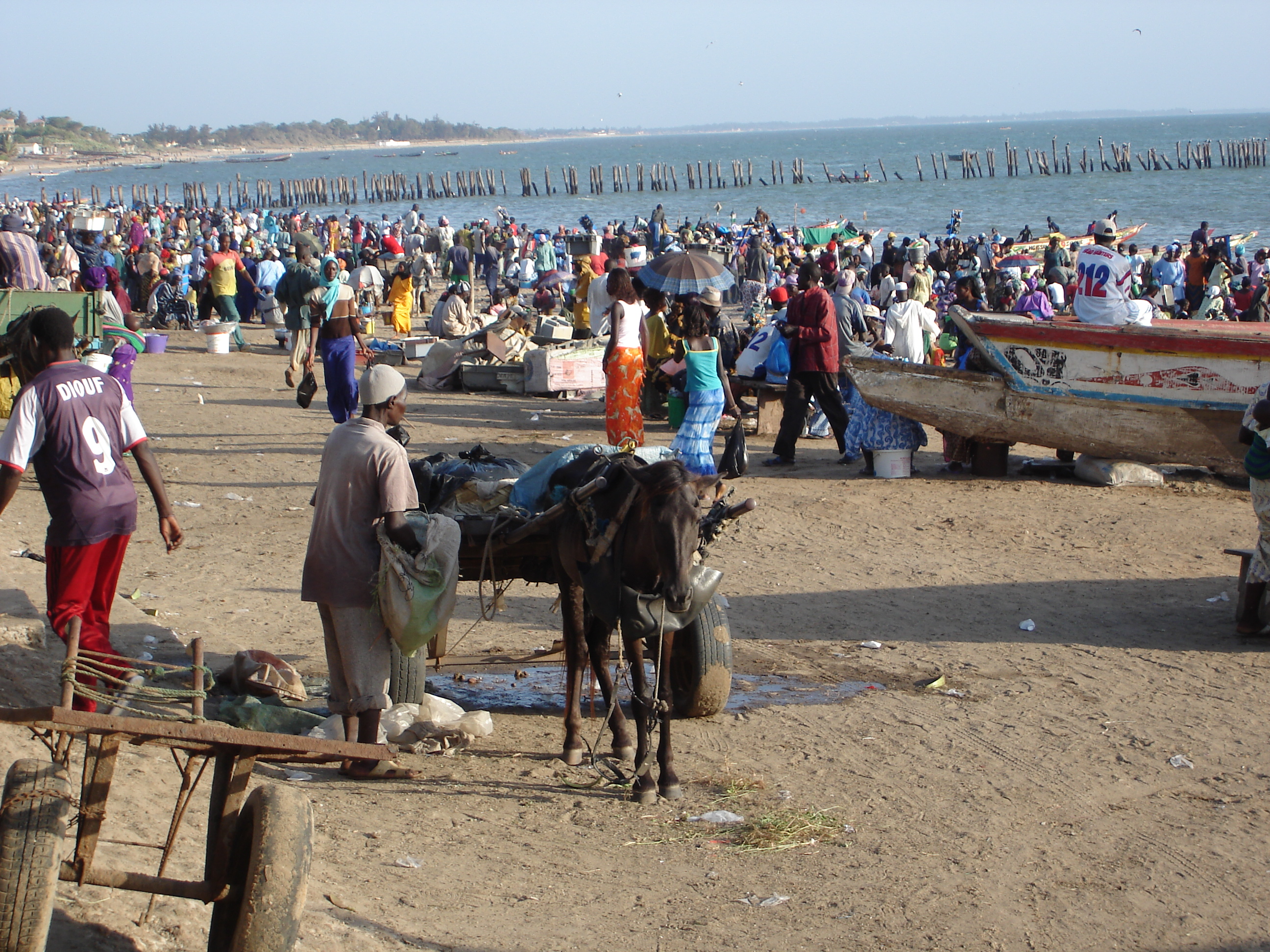
انطلقت السفينة من مبور، بلدة صيد سنغالية

حطام سفينة السنغال في 29 أكتوبر 2020، اشتعلت النيران في سفينة انطلقت من بلدة الصيد مبور في السنغال، وانقلبت أثناء نقل المهاجرين إلى جزر الكناري الإسبانية. قُتل حوالي 140 شخصًا، وأنقذت البحرية السنغالية والإسبانية والصيادون المدنيون حوالي 60 ناجيًا. قالت المنظمة الدولية للهجرة إن هذا كان أكثر حطام السفن دموية خلال العام.
جاء الحطام خلال زيادة طفيفة في عدد المهاجرين الأفارقة الذين يحاولون الوصول إلى الاتحاد الأوروبي عن طريق البحر إلى جزر الكناري. تشمل الأسباب صعوبة السفر البري الدولي في أفريقيا بسبب قيود كوفيد 19، وزيادة الإجراءات الأمنية في شمال إفريقيا. الرحلة أطول بكثير وأكثر خطورة من فوق البحر الأبيض المتوسط.
ألقى شباب السنغال باللوم في الركام على عجز حكومتهم عن خلق فرص عمل في أماكن سكنهم.